# Pays manceau

Le Pays manceau est une Région naturelle française située au centre du département de la Sarthe. 

## Situation
Cette région naturelle, centrée sur Le Mans et la vallée de la Sarthe, jouxte les régions naturelles suivantes : 
- Au nord, le Saosnois
- À l'est, le Perche et le Calaisien
- Au sud, le Maine angevin
- À l'ouest, le Maine noir et la Charnie
- Au nord-ouest, les Alpes mancelles